# Фрімонт (Айова)
Фрімонт (англ. Fremont) — місто (англ. city) в США, в окрузі Махаска штату Айова. Населення — 708 осіб (2020).

## Географія
Фрімонт розташований за координатами 41°12′45″ пн. ш. 92°26′3″ зх. д. / 41.21250° пн. ш. 92.43417° зх. д. (41.212527, -92.434240).  За даними Бюро перепису населення США в 2010 році місто мало площу 2,67 км², уся площа — суходіл.

## Демографія
Згідно з переписом 2010 року, у місті мешкали 743 особи в 300 домогосподарствах у складі 208 родин. Густота населення становила 278 осіб/км².  Було 327 помешкань (122/км²).
Расовий склад населення:
| - 98,7 % — білих - 0,7 % — азіатів - 0,1 % — чорних або афроамериканців |

До двох чи більше рас належало 0,5 %. Частка іспаномовних становила 0,4 % від усіх жителів.
За віковим діапазоном населення розподілялося таким чином: 26,6 % — особи молодші 18 років, 57,4 % — особи у віці 18—64 років, 16,0 % — особи у віці 65 років та старші. Медіана віку мешканця становила 37,5 року. На 100 осіб жіночої статі у місті припадало 104,7 чоловіків;  на 100 жінок у віці від 18 років та старших — 104,1 чоловіків також старших 18 років.
Середній дохід на одне домашнє господарство  становив 55 183 долари США (медіана — 41 319), а середній дохід на одну сім'ю — 63 128 доларів (медіана — 43 875). Медіана доходів становила 44 792 долари для чоловіків та 29 375 доларів для жінок. За межею бідності перебувало 15,6 % осіб, у тому числі 21,4 % дітей у віці до 18 років та 4,7 % осіб у віці 65 років та старших.
Цивільне працевлаштоване населення становило 316 осіб. Основні галузі зайнятості: освіта, охорона здоров'я та соціальна допомога — 26,6 %, виробництво — 23,4 %, роздрібна торгівля — 11,7 %, мистецтво, розваги та відпочинок — 9,5 %.